# Хенсон, Джосайя (борец)
Джосайя «Джо» Хенсон (англ. Josiah "Joe" Henson; 24 февраля 1922, Бристоу, Оклахома, США — 4 апреля 2012, Талса, Оклахома, США) — американский борец вольного стиля, бронзовый призёр Игр в Хельсинки (1952) в полулегком весе.

## Карьера
Окончил Военно-морскую академию, в 1943—1944 гг., в 1944—1945 гг. участвовал во Второй мировой войне в составе в составе 4-й роты 7-го флота ВМС США. Пройдя затем летную переподготовку, управлял реактивным истребителем.
Завоевал два титула Восточной межвузовский конференции (EIWA). На Олимпийских играх в Хельсинки (1952) выиграл бронзовую медаль. В дальнейшем служил в качестве офицера ВМС на Тихоокеанском флоте, уйдя в отставку в 1969 г. в звании капитана.
в 1967 г. олучил степень магистра в области международных отношений Университета Джорджа Вашингтона. Сделал успешную административную спортивную карьеру, в 1964—1968 гг. был председателем подкомитета по борьбе НОК США, затем — председателем Любительского Спортивного Союза (AAU). На ряде Олимпийских игр выступал в качестве судьи, был исполняющим обязанности Всемирной федерации таэквондо (WTF). Также занимался бизнесом, основав в Вирджинии компанию BRUTE , специализировавшейся на оптовой торговле борцовским снаряжением и оборудованием, которая в течение многих дет была эксклюзивным дистрибьютором ADIDAS в этом сегменте.
В 2006 г. он был введён в Национальный зал борцовской славы.